# Народжені бігати
«Народжені бігати. Рух до безмежних можливостей» (оригінальна назва Born to Run: A Hidden Tribe, Superathletes, and the Greatest Race the World Has Never Seen) —
книга американського автора і журналіста Крістофера Макдуґала. Книжку було вперше видано в американському видавництві Knopf у 2009 році.

## Зміст книжки
У книзі «Народжені бігати» автор стверджує, що бігати щодня — цілком природно, і що краще робити це босоніж. Таку думку він підкріплює прикладом індіанського племені тараумара, яке проживає у Мідному каньйоні в Мексиці. Тараумара — дещо спотворена назва племені, вигадана конкістадорцями, яка прижилася більше за оригінальну самоназву — рарамурі. Рекорд представників тараумара — здатність пробігти близько 700 км за 48 годин.
Як стверджує Макдуґал, 8 із 10 бігунів щороку отримує травму. Але тараумара не втомлюються від бігу навіть у 80, 90 чи навіть 100 років, і кількість травм у них мінімізована.
Щоб дізнатися секрети племені, Макдуґал вирушив у подорож, в ході якого йому довелося стикнутися з вбивством, наркоторгівлею, бушменами, дикуном з гір Блакитного хребта. Значне місце в книзі відіграє також таємничий Білий Кінь: спортсмен, який вирішив почати вчитися у племені тараумарі.

## Історія створення книги
Книжка розповідає про реальні події.
Поїздку до Мідного каньйону свого часу профінансував Макдуґалу журнал Men's Health, в якому він працював автором колонки (Макдуґал зазначив це в книзі у розділі «Подяка»).
У 2005 році Ларі Вайсман з Larry Weissman Literary, LLC прочитав добірку статей Макдуґала і поцікавився, чи не залишилося в автора ще якихось історій, гідних бути опублікованими. Так Ларі та його дружина стали літературними агентами Крістофера.

## Список джерел
1. ↑  Freebase Data Dumps — Google.
2. ↑  Zak, Dan (21 червня 2009). Book Review: 'Born to Run' by Christopher McDougall (амер.). ISSN 0190-8286. Архів оригіналу за 14 грудня 2017. Процитовано 13 квітня 2018.
3. ↑  Almost superhuman—Tarahumara runners - The Standard. The Standard (амер.). 2 вересня 2012. Архів оригіналу за 14 квітня 2018. Процитовано 13 квітня 2018.